# Södermanlands storregemente
Södermanlands storregemente eller Landsregementet i Södermanland var ett av nio storregementen som Gustav II Adolf organiserade i slutet av 1610-talet och som splittrades till mindre regementen under 1620-talet.

## Historia
Södermanlands storregemente sattes upp i Svealand från mindre enheter som bestod av 500 man som kallades fänikor, mer specifikt från landskapen Södermanland, Närke och Värmland år 1614. Storregementet var i sin tur organiserat till tre fältregementen och ett kavalleriregemente, således egentligen mer som en brigad än vad namnet antyder.
Skotten Alexander Leslie ledde regementet mellan 1622 och 1624. Sveriges storregementen omorganiserades under tidiga 1620-talet till att bestå av tre fältregementen med åtta kompanier med 150 man i varje, totalt 3 600 soldater per storregemente. Det är osäkert om kavalleriregementet var inkluderat i det totala antalet.
Mellan 1624 och 1627, splittrades regementet till tre mindre, Södermanlands regemente, Närkes regemente och Värmlands regemente (dessa två slogs snart samman till Närke-Värmlands regemente) och kavallerienheten Svenska adelsfanan.

## Organisation
Före splittringen var regementet organiserat som följer:
- 1:a fältregementet
  - 5 kompanier från Närke
  - 3 kompanier från Vadsbo-Valle Härad
- 2:a fältregementet
  - 8 kompanier från Värmland
- 3:e fältregementet
  - 8 kompanier från Södermanland
- Kavalleriregementet
  - 10 kompanier från olika platser i Sverige